# Microrégion de Patos de Minas
La microrégion de Patos de Minas est l'une des sept microrégions qui subdivisent la région du triangle mineiro et Haut-Paranaíba, dans l'État du Minas Gerais au Brésil.
Elle comporte 10 municipalités qui regroupaient 264 063 habitants en 2006 pour une superficie totale de 10 740 km2.

## Municipalités[1]
- Arapuá
- Carmo do Paranaíba
- Guimarânia
- Lagoa Formosa
- Matutina
- Patos de Minas
- Rio Paranaíba
- Santa Rosa da Serra
- São Gotardo
- Tiros